# L'Île sanglante
Pour plus de détails, voir Fiche technique et Distribution.
L'Île sanglante (The Island) est un film américain de Michael Ritchie, sorti en 1980.

## Synopsis
Le journaliste Blair Maynard enquête sur les mystérieuses disparitions de bateaux dans le célèbre triangle des Bermudes. Assurant la garde de son fils lors d'un week-end, avec qui il entretient des rapports compliqués, il se rend à bord d'un vieux coucou sur l'île de Navidad, lieu proche des derniers signes de vie des navires disparus. Ils font la connaissance du docteur Windsor qui leur offre l'hospitalité. Ils sont rapidement attaqués par des pirates et emmenés sur leur île, où la population, coupée du monde, vit encore comme au XVIIe siècle.

## Fiche technique
- Titre original : The Island
- Titre français: L'Île sanglante
- Réalisation : Michael Ritchie
- Scénario : Peter Benchley, d'après son roman éponyme L'Île sanglante
- Musique : Ennio Morricone
- Photographie : Henri Decaë
- Montage : Richard A. Harris
- Décors : Robert D. Vestel
- Costumes : Ann Roth
- Production : David Brown et Richard D. Zanuck
- Distribution :

 États-Unis : Universal Pictures
- Pays de production : États-Unis
- Format : Couleurs - 1,37:1 - Dolby - 35 mm
- Genre : Aventure
- Durée : 114 minutes
- Date de sortie :
  - États-Unis : 13 juin 1980
  - France : 8 octobre 1980
- Film interdit aux moins de 12 ans lors de sa sortie en France.

## Distribution
- Michael Caine :  Blair Maynard
- David Warner : Nau
- Angela Punch McGregor : Beth
- Frank Middlemass : Windsor
- Don Henderson : Rollo
- Dudley Sutton : Dr Brazil
- Colin Jeavons : Hizzoner
- Jeffrey Frank : Justin Maynard
- Zakes Mokae : Wescott
- Brad Sullivan : Stark
- Reg Evans : Jack la chauve-souris